# Legião da Boa Vontade
Legião da Boa Vontade (LBV) é uma entidade beneficente, sem fins econômicos, de caráter educacional, cultural e de assistência social.
Foi fundada oficialmente em 1º de janeiro de 1950, Dia da Paz e da Confraternização Universal, no Rio de Janeiro, Brasil, pelo radialista Alziro Zarur (1914-1979). Ele presidiu a entidade até 21 de outubro de 1979, quando faleceu. José de Paiva Netto, jornalista, radialista e escritor, sucedeu-o e é o atual Diretor-Presidente da LBV.
A instituição possui unidades autônomas em Portugal, Argentina, Bolívia, Paraguai, Estados Unidos e Uruguai.
A LBV atua em diversas cidades brasileiras por meio de 82 unidades socioeducacionais, entre escolas de educação básica, escola de capacitação profissional, abrigos para idosos e Centros Comunitários de Assistência Social. As ações sociais atendem à legislação e à Política Nacional de Assistência Social. Seguem também a Tipificação Nacional de Serviços Socioassistenciais, em serviços de proteção social básica (convivência e fortalecimento de vínculos) e proteção social especial de alta complexidade (abrigagem).

## Histórico
Alziro Zarur conta que participou de uma reunião na Federação Espírita Brasileira, no Rio de Janeiro, em 6 de janeiro de 1948, e, na ocasião, a médium Emília Ribeiro de Melo lhe disse: "Meu Irmão, vi São Francisco ao seu lado o tempo todo e ele disse que é hora de começar". A partir deste acontecimento, ele procurou saber tudo sobre a vida do Santo de Assis. Leu, naquela madrugada, o livro "I Fioretti", que tinha em seu acervo, e foi percebendo as coisas que deveria realizar. São Francisco de Assis é considerado o Patrono da LBV.
Em 4 de março de 1949 ele iniciou um programa na Rádio Globo, do RJ, chamado Hora da Boa Vontade, pregando o Apocalipse de Jesus, o que gerou um impacto nacional pela inovação, pois muitas pessoas nunca haviam sequer pensado na palavra Apocalipse, que em grego significa revelação. O público alvo da programação eram os sofredores de toda a sorte, independentemente de suas crenças, etnias ou classe sociais.
Com o sucesso do programa, Alziro Zarur fundou oficialmente, em 1º de janeiro de 1950, a Legião da Boa Vontade (LBV).
Em 1956, a Instituição recebeu o título de Utilidade Pública Federal., sendo assinado pelo então presidente da República, Juscelino Kubitschek (1902-1976). Em 1966, recebeu o registro no então Conselho Nacional de Serviço Social (CNSS), atual Conselho Nacional de Entidades de Assistência Social (CNEAS)
Outras instituições foram criadas a partir dela, a exemplo da Religião de Deus, do Cristo e do Espírito Santo, da Fundação José de Paiva Netto (FJPN) e da Associação Educacional Boa Vontade (AEBV).

### Primeira reunião ecumênica
Seis dias depois da fundação oficial, Zarur realizou na Associação Brasileira de Imprensa (ABI), no Rio de Janeiro/RJ, a primeira reunião ecumênica da LBV. Chamada de "Cruzada de Religiões Irmanadas", reuniu, no salão do Conselho, sete oradores para falarem sobre o sentido de Boa Vontade de acordo com cada visão. Esse encontro ocorreu após algumas reuniões preparatórias em outubro, novembro e dezembro de 1949 na mesma ABI. O jornal O Globo registrou esse fato em dois editoriais, respectivamente publicados em 13 de janeiro de 1950 e 26 de janeiro de 1950. Neste último texto, encontra-se:
Há um aspecto, na recente criação da Legião da Boa Vontade, que merece ser assinalado e posto no devido relevo. Trata-se da verdadeira confraternização de todos os credos religiosos que se processou no referido movimento, destinado, sobretudo, a amparar moral e materialmente os enfermos e necessitados. Nascida de um programa radiofônico, a "Hora da Boa Vontade", que a Rádio Globo vem transmitindo regularmente, sob a direção de Alziro Zarur, a Legião da Boa Vontade mereceu tal aceitação que, dentro em pouco, se transformara num grande movimento de solidariedade humana.
Justamente o denominador comum do amor ao próximo, da vontade de amparar o semelhante, do desejo de reunir forças para fazer o bem, permitiu que, na sessão de posse dos diretores e conselheiros da Legião da Boa Vontade, usassem da palavra um católico, um protestante, um esotérico, um espírita, um livre pensador, um israelita e um positivista. Todos se sentiram à vontade para, fiéis às suas convicções religiosas ou às suas ideias filosóficas, advogar o trabalho da LBV e exaltar o seu programa de amor e paz.

Não são comuns acontecimentos desta ordem, nem freqüentes mobilizações de tamanha envergadura moral. Por isso mesmo, a Legião da Boa Vontade encerra um sentido que precisamos exaltar. Dá ela uma prova de como é vasto o campo aberto à ação dos homens de Boa Vontade e de como é fácil reunir, em torno a um princípio comum a todas as religiões e a todas as concepções filosóficas, a numerosa Legião dos que desejam praticar o bem.

### Ronda da Caridade da LBV
Pelo alcance do programa radiofônico Hora da Boa Vontade, já no fim da década de 1940, após a Segunda Guerra Mundial, Zarur propõe uma “a guerra mundial contra a fome”. Decidiu distribuir sopa aos moradores de rua, o que ficou conhecido por "Sopa do Zarur". Em 1º de setembro de 1961, mesmo dia que irrompeu a grande guerra, 22 anos antes, ele cria a Ronda da Caridade à meia-noite, que posteriormente se tornou Ronda da Caridade da LBV. Pelas madrugadas, a LBV entregava sopa, outros alimentos e roupas, e oferecia pequenos atendimentos de enfermaria e corte de cabelo e barba. Também incluía um acolhimento fraterno e espiritual, valendo-se da expressão que a LBV criou Caridade Completa — a do corpo e da Alma. Ao longo dos anos, esse primeiro programa inspirou outros serviços socioeducacionais, voltado a crianças, adolescentes, jovens, adultos e idosos em situação de vulnerabilidade social, de acordo com as legislações da assistência social no Brasil.

### Atuação na ONU
A LBV foi a primeira organização não governamental (ONG) brasileira a associar-se ao Departamento de Informação Pública das Nações Unidas (DPI), a partir de 1994. Em 1999, tornou-se também a primeira ONG do Brasil a conquistar na Organização das Nações Unidas (ONU) o status consultivo geral no Conselho Económico e Social das Nações Unidas (Ecosoc). E, em 2000, passou a integrar a Conferência das ONGs com Relações Consultivas para as Nações Unidas (Congo), em Viena, na Áustria.